# Distrikt Alexander von Humboldt
Der Distrikt Alexander von Humboldt liegt in der Provinz Padre Abad in der Region Ucayali in Nordost-Peru. Der Distrikt wurde am 16. März 2015 aus Teilen des Distrikts Irázola gebildet. Benannt wurde der Distrikt nach Alexander von Humboldt, einem bekannten deutschen Forschungsreisenden.
Der Distrikt hat eine Fläche von 205 km². Beim Zensus 2017 wurden 6085 Einwohner gezählt. Sitz der Distriktverwaltung ist die etwa 270 m hoch gelegene Kleinstadt Alexander von Humboldt mit 4564 Einwohnern (Stand 2017). Alexander von Humboldt liegt 55 km ostnordöstlich der Provinzhauptstadt Aguaytía sowie 75 km westsüdwestlich der Regionshauptstadt Pucallpa. Die Fernstraße von Aguaytía nach Pucallpa verläuft durch den Distrikt und am Hauptort Alexander von Humboldt vorbei. In Alexander von Humboldt zweigt eine Straße nach Süden ab, die nach Puerto Inca und Ciudad Constitución führt.

## Geographische Lage
Der Distrikt Alexander von Humboldt liegt im Südosten der Provinz Padre Abad. Er erstreckt sich über das Quellgebiet des Río Neshuya, einen rechten Nebenfluss des Río Aguaytía. Der Distrikt liegt am Westrand des Amazonasbeckens. Im Westen des Distrikts erhebt sich ein bis zu 400 m hoher in Nord-Süd-Richtung verlaufender Höhenrücken. In dem Areal wurde der ursprüngliche Regenwald weitflächig gerodet.
Der Distrikt Alexander von Humboldt grenzt im Süden und im Westen an den Distrikt Irázola, im Norden an den Distrikt Neshuya sowie im Osten an den Distrikt Campoverde (Provinz Coronel Portillo).